# مديرية جهران

تعديل مصدري - تعديل

مديرية جهران هي إحدى مديريات محافظة ذمار في وسط اليمن. بلغ عدد سكانها 86590 نسمة بحسب تعداد اليمن 2004. ومديرية جهران هي إحدى مديريات محافظة ذمار وتنسب جهران إلى جَهْران بن يَحْصب: بطن من القحطانية، وهم: بنو جهران بن يحصب ابن دهمان بن سعد بن عدي بن مالك بن زيد بن سدد بن حمير بنسبا.
،، وتشتهر بوديانها وجبالها.